# Пыряяха (приток Хаспыряяхи)
Пыряяха (устар. Пыря-Яха) — река в России, протекает по Ямало-Ненецкому АО, Ханты-Мансийском АО. Устье реки находится в 11 км по правому берегу реки Хаспыряяха. Длина реки составляет 41 км.

## Данные водного реестра
По данным государственного водного реестра России относится к Нижнеобскому бассейновому округу, водохозяйственный участок реки — Надым, речной подбассейн реки — подбассейн отсутствует. Речной бассейн реки — Надым.
Код объекта в государственном водном реестре — 15030000112115300052075.